# Pepe Hern
Pepe Hern (Nueva Jersey, Estados Unidos, 6 de junio de 1927 - Los Ángeles, Estados Unidos, 28 de febrero de 2009) fue un actor secundario estadounidense de padres canarios.

## Biografía
Su verdadero nombre es José Hernández Bethencourt, nació en Estados Unidos en 1927, donde su familia había emigrado desde el Puerto de la Cruz, Tenerife, Canarias en el año 1920. Es hermano menor del también actor Tom Hernández.
En su país natal desarrolló su carrera artística, principalmente dirigida a la televisión (participó en capítulos de series de televisión como Bonanza o El fugitivo), aunque también hizo apariciones en películas de cine (Los siete magníficos, Joe Kidd). Sus personajes, generalmente, han sido hispanos de origen mexicano o español.

## Filmografía cinematográfica (no completa)
- Joe Kidd (1972)
- Change of Habit (1969)
- La brigada homicida (1968)
- Stranger on the Run (1967)
- 13 West Street (1962)
- Verano y humo (1961)
- Los siete magníficos (1960)
- The Brothers Rico (1957)
- Back From Eternity (1956)
- Jaguar (1956)
- Pasado tenebroso (1954)
- The Ring (1952)
- En el corazón de las rocas (1951)
- Mi espía favorita (1951)
- The Bandit Queen (1950)
- Las Furias (1950)
- Boderline (1950)
- Angels in Disguise (1949)
- Llamad a cualquier puerta (1949)
- Bodyguard (1948)

## Series de televisión (no completa)
- Simon & Simon (capítulo en 1981)
- Los ángeles de Charlie (capítulo en 1979)
- La mujer biónica (capítulo en 1977)
- Bonanza (capítulos en 1964 y 1970)
- The Big Valley (capítulos en 1965 y 1966)
- El fugitivo (capítulo en 1963)
- Gunsmoke (capítulos en 1963)
- El hombre del rifle (capítulos en 1961 y 1962)
- El Zorro (capítulos en 1957)